# Juha Kankkunen
Juha Matti Pellervo Kankkunen (n. 2 aprilie 1959, Laukaa, Finlanda) este un fost pilot finlandez de raliuri. Echipa sa de uzină din timpul carierei din cadrul Campionatului Mondial de Raliuri a existat între 1983 și 2002. Cu 23 de victorii în raliuri și patru titluri de campion mondial (1986, 1987, 1991, 1993), performanțe care erau recorduri la acea vreme, Kankkunen este unul din cei mai de succes piloți WRC din toate timpurile. De atunci, Sébastien Loeb a reușit să câștige mai multe titluri de campion (9), dar nici un pilot nu a reușit să repete performanța lui Kankkunen de a deveni campion mondial cu trei constructori diferiți.
În afară de WRC, Kankkunen a mai câștigat Raliul Dakar în 1988 și Cursa Campionilor în 1988 și 1991. În 2007, el a stabilit recordul mondial la viteza pe gheață într-un Bentley Continental GT. În 2011, el și-a bătut propriul record atingând 330,695 km/h într-un Bentley Continental Supersports.